# Солгинское сельское поселение
Со́лгинское сельское поселение (также Солгинское муниципа́льное образова́ние или муниципальное образование «Солгинское») — муниципальное образование (МО) со статусом сельского поселения в Вельском муниципальном районе Архангельской области.
Соответствует административно-территориальной единице в Вельском районе — Солгинский сельсовет.
Административный центр — посёлок Солгинский.

## География
Солгинское сельское поселение находится на юго-западе Вельского района, на границе с Коношским районом. Крупнейшие реки — Вель, Шенчуга, Романьга . На территории муниципального образования не имеется крупных озёр.
Граничит:
- на севере с Усть-Шоношским и Хозьминским сельскими поселениями,
- на востоке с Усть-Вельским и Пежемским сельскими поселениями,
- на юге с Верховажским районом Вологодской области,
- на западе с Коношским районом.

## История
Муниципальное образование было образовано в 2006 году.

## Население
| 2005  | 2010  | 2011  | 2012  | 2013  | 2014  | 2015  | 2016  | 2017  |
| ----- | ----- | ----- | ----- | ----- | ----- | ----- | ----- | ----- |
| 2153  | ↘1715 | ↘1709 | ↘1651 | ↘1570 | ↘1496 | ↘1456 | ↘1398 | ↘1319 |
| 2018  | 2019  | 2020  | 2021  | 2023  |       |       |       |       |
| ↘1288 | ↘1261 | ↘1231 | ↘1209 | ↘1173 |       |       |       |       |

## Состав сельского поселения
| №  | Населённый пункт              | Тип населённого пункта          | Население |
| -- | ----------------------------- | ------------------------------- | --------- |
| 1  | Горночаровская                | деревня                         | →6        |
| 2  | Дощаное                       | посёлок                         | ↘9        |
| 3  | Железнодорожный пост 72-го км | железнодорожный пост            | →0        |
| 4  | Завелье                       | деревня                         | →3        |
| 5  | Заподюжье                     | деревня                         | →6        |
| 6  | Келарева Горка                | деревня                         | ↗9        |
| 7  | Келарева Горка                | железнодорожная станция         | →2        |
| 8  | Рылковский Погост             | посёлок                         | →28       |
| 9  | Солгинский                    | посёлок, административный центр | ↘1704     |
| 10 | Туймино                       | разъезд                         | →0        |
| 11 | Филимоновская                 | деревня                         | ↘12       |
| 12 | Якушевская                    | деревня                         | ↘223      |

В соответствии с областным законом Архангельской области от 20.12.2017 № 587-40-ОЗ «О внесении изменений в статью 29 областного закона „О статусе и границах территорий муниципальных образований в Архангельской области“», из муниципального образования «Усть-Шоношское» переподчинены в «Солгинское» следующие населённые пункты Вельского района: Горночаровская, Завелье, Заподюжье, Рылковский Погост.

### Законодательство
- Областной закон «О статусе и границах территорий муниципальных образований в Архангельской области» (текущая редакция от 15.02.2010, возможность просмотра всех промежуточных редакций), (первоначальная редакция от 2004 года)

### История
- Археологические стоянки (Вельский район)
- Якушевский сельсовет (Вельский район): Подчинённые пункты//Справочник административного деления Архангельской области в 1939—1945 годах

### Карты
- Лист карты P-37-XXIX,XXX Коноша. Масштаб: 1 : 200 000. Указать дату выпуска/состояния местности.
- [web.archive.org/web/20070625090624/mapp37.narod.ru/map1/index107.html Топографическая карта P-37-107,108_ п_ Усть-Шоноша]